# Municipio de Santo Tomás Ocotepec
El municipio de Santo Tomás Ocotepec* (en náhuatl: ocotl, tepetl, ‘Cerro del ocote’) en mixteco Ñuu yuku tuyuja, es un municipio de 3,705 habitantes situado en el Distrito de Tlaxiaco, Oaxaca, México.

## Demografía
En el municipio habitan 3,705 personas, de las cuales el 86% habla una lengua indígena. El municipio tiene un grado de marginación muy alto, 50.13% de la población vive en condiciones de pobreza extrema. 

## Organización
En el municipio se encuentran las siguientes localidades: 
| Nombre de la localidad | Población (2010) |
| ---------------------- | ---------------- |
| Diecinueve de Abril    | 606              |
| Plan Alemán            | 418              |
| Emilio Portes Gil      | 369              |
| Nunuma                 | 362              |
| Miguel Hidalgo         | 337              |
| Benito Juárez          | 282              |
| Morelos                | 265              |
| Francisco Villa        | 259              |
| Lázaro Cárdenas        | 231              |
| Santo Tomás Ocotepec   | 213              |
| Emiliano Zapata        | 211              |
| Genaro V. Vásquez      | 196              |
| Laguna Amarilla        | 161              |
| Francisco I. Madero    | 87               |
| Yuyucu                 | 79               |

## Carnaval
Desde hace más de 100 años se celebra el carnaval que inicia en enero y en el que participan las trece comunidades del municipio. Según la costumbre, se danza para despertar a la tierra e iniciar la siembra del maíz, frijol, calabaza y chilacayote. Cada una de estas comunidades usa uniformes de diferente color, son charros mexicanos, sus trajes constan de un cotón, máscara de chivo o de cuero, una lámpara de minero, botas o huaraches, pantalón y camisa de satín, sombrero de charro, cascabeles en los hombros, cintura y los pies. 
Esta tradición de carnaval se le conoce en mixteco como Te kasiqui, que quiere decir “hombre que danza” y a la comunidad en general se le dice vico te kasiqui, “pueblo o casa de los hombres que juegan o bailan
Con mucha algarabía el municipio de Santo Tomás Ocotepec cierra su martes de Carnaval.
El carnaval para Santo Tomás Ocotepec en la región mixteca no significa la fiesta de la carne, es para estos pueblos nativos danzar para despertar a la tierra e iniciar, entre los meses marzo y abril  la siembra del maíz, frijol y chilacayote.
Es una costumbre que lleva más de 500 años, los disfrazados de charros mexicanos bailan en cada una de sus 13 comunidades para culminar en el corazón de Ocotepec. 
La  concentración de más de 3 mil disfrazados de charros mexicanos provenientes de las 13 localidades, y se lleva a cabo en la explanada  municipal del municipio de Santo Tomás Ocotepec y con ello el cierre de este colorido carnaval distinto a los acostumbrados”

## Problemáticas ambientales
El municipio de Santo Tomás Ocotepec cuenta con un solo cuerpo de agua, el cual es el río Yute Suji, perteneciente a la región hidrológica número RH20 "Costa Chica-Río Verde"; desde hace ya varios años los cuerpos loticos y lenticos del estado de Oaxaca han sufrido un alto estrés hídrico causado por el crecimiento urbano y la sobreexplotación de los mantos acuíferos, acarreando diversas problemáticas de manera indirecta e indirecta, desde las más obvias como sequías o escasez de aguas, que afectan directamente a la agricultura del estado, hasta enfermedades gastrointestinales, de manera indirecta. El río Yute se suma a aquellos afectados por los mismos problemas comunes, descargas de aguas residuales, vertido de desechos sólidos urbanos y estrés hídrico causado por la sobreexplotación del agua.